# Muzeul de Istorie a Farmaciei din Sibiu
Muzeul de Istorie a Farmaciei a fost deschis publicului în anul 1972. Înființarea muzeului în Sibiu a fost motivată de istoria îndelungată a farmaciei în orașul Sibiu, unde a funcționat prima farmacie atestată documentar (1494) pe teritoriul României.

## Clădirea muzeului
Clădirea se află situată în Piața Mică, o zonă istorică deosebit de interesantă. Clădirea în sine constituie un monument istoric de arhitectură (cod LMI SB-II-m-A-12128) care conține elemente gotice și renascentiste și datează din anul 1568. A fost restaurată între anii 1968 - 1972.
Chiar în această clădire a funcționat una dintre cele mai vechi farmacii sibiene, a treia in ordine cronologică, înființată în jurul anului 1600 și denumită La Ursul Negru.

## Exponate
În colecțiile muzeului se află peste 6.600 de piese ce prezintă evoluția medicamentației și a tehnicilor farmaceutice de-a lungul timpului. Colecția inițială a muzeului a fost constituită în anii 1950 - 1951, ca urmare a unui decret al Ministerului Sănătății privind concentrarea la Muzeul Brukenthal, a tuturor vestigiilor de istorie a farmaciei de la toate instituțiile de profil din țară. Obiectele existente provin de la peste 70 de farmacii vechi, oficii farmaceutice, instituții medicale și persoane particulare din 32 de localități din țară. Colecția a stat în regim de depozitare timp de 20 de ani. Prin mărimea și diversitatea sa, colecția aduce valoroase mărturii despre evoluția științei și tehnicii farmaceutice, în general, și despre evoluția medicației și practicii farmaceutice la nivelul a peste trei secole. Ea cuprinde preparate medicamentoase, ustensile de laborator, recipiente, cărți și documente, grafică documentară. O componentă distinctă o reprezintă inventarul homeopatic (2.910 piese), raritate europeană, ilustrând interesul de care s-a bucurat această doctrină terapeutică la Sibiu, orașul în care a trăit și activat Samuel Hahnemann, fondatorul homeopatiei.

## Secții ale expoziției de bază
Oficina - constituie componenta tradițională a unei farmacii, având funcția de prezentare a produselor medicamentoase. Mobilierul încăperii a fost executat la Viena în anul 1902 și a aparținut fostei farmacii sibiene La Vulturul Negru.
Laboratorul  - Între exponatele laboratorului se află balanțe medicale, mojare din bronz, fontă și marmură, mașini de zdrobit și pulverizat, piese pentru tablete și supozitoare, percolatoare pentru obținerea tincturilor din plante medicinale, recipiente ceramice și metalice, creuzete, mensuri din cositor, site, filtre și sticlărie de laborator.
Colecția de Homeopatie ilustrează tradiția terapiei homeopate la Sibiu. Nu este lipsit de semnificație faptul că fondatorul acestei doctrine terapeutice, Samuel Hahnemann, a trăit și activat la Sibiu, între anii 1777-1779, ca medic și secretar al baronului Samuel von Brukenthal, guvernatorul Marelui Principat al Transilvaniei.
Se apreciază că în această perioadă el a avut posibilitatea de a cunoaște multe aspecte privind medicația populară practicată în Transilvania, aspecte care au contribuit și ele la inspirarea fundamentării doctrinei homeopate.
Colecția de Homeopatie a muzeului cuprinde peste 2900 de piese, respectiv truse și flacoane cu preparate homeopate, care au fost preluate de la vechea farmacie sibiană La Înger.